# TAF Deutsche Meisterschaft Orientalischer Tanz 2024

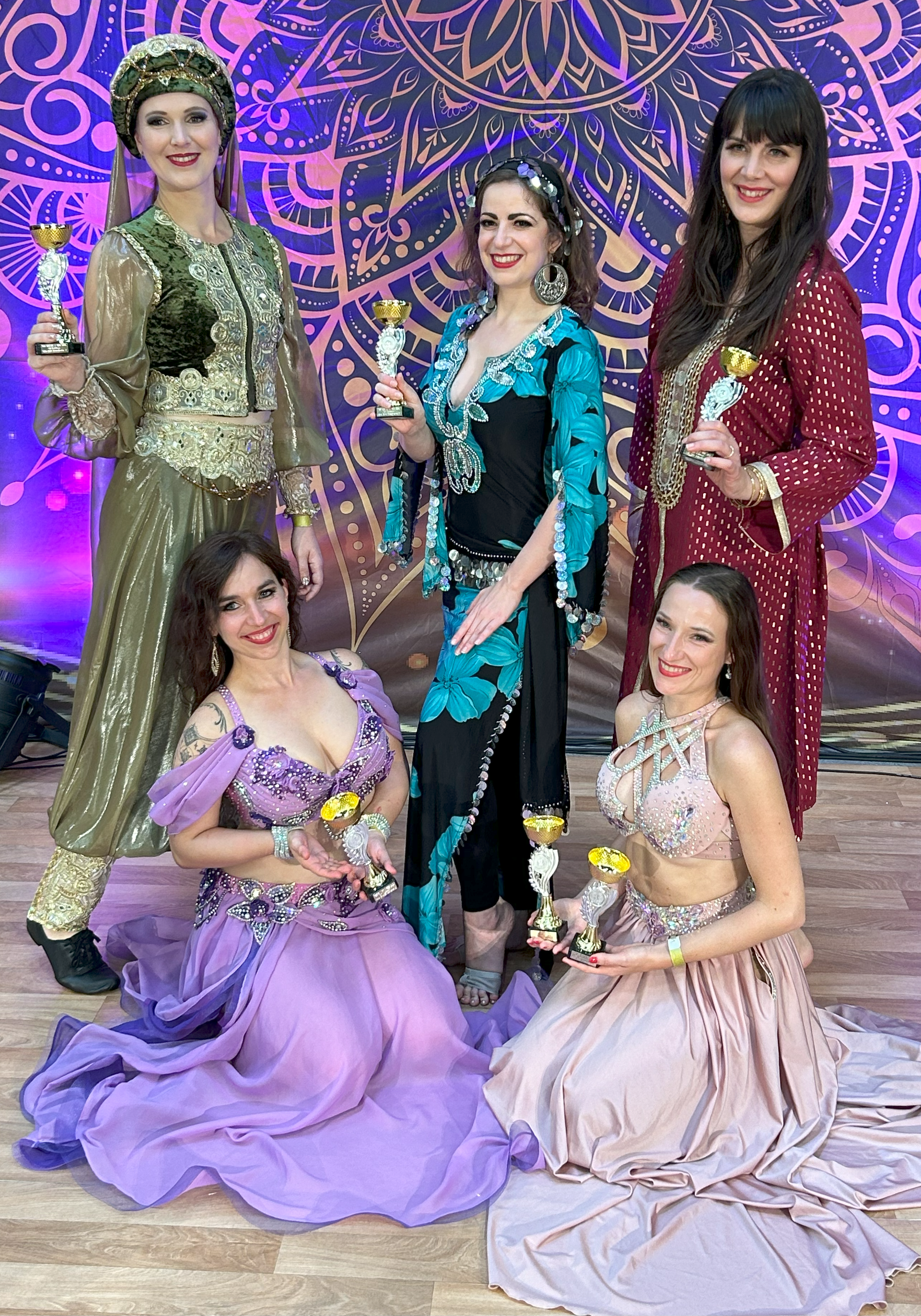
Siegerinnen Thoola Tribal, Niwareka, Anja Samim, Maria Shavgurjan und Shirin aus dem Ensemble Lina.

Die TAF Deutsche Meisterschaft Orientalischer Tanz 2024, der offizielle deutsche Meisterschaftswettbewerb zum Orientalischen Tanz unter der Schirmherrschaft des TAF Germany, fand am 21. und 22. September 2024 in der Rundsporthalle Baunatal statt. Der Meisterschaftsgewinn qualifiziert für internationale Wettbewerbe, etwa jene der International Dance Organization und den Dance World Cup.

## Organisation und Ablauf
Organisatoren und Jury
Die Organisatoren waren die OTB German Dance Company und der Bundesverband Orientalischer Tanz e.V. (BVOT).
Altersgruppen und Wettkampfteilnahme
Für die Teilnehmer gab es mehrere Altersgruppen: Mini-Kids (7 Jahre und jünger), Kinder (8–11 Jahre), Junioren (12–15 Jahre), Erwachsene 1 (16–34 Jahre), Erwachsene 2 (35–50 Jahre) und Erwachsene 3 (über 50 Jahre). Mit wenigen Ausnahmen waren die Teilnehmer ausschließlich Mädchen und Frauen, da nur wenige Männer Orientalischen Tanz praktizieren.
Insgesamt erfolgten 640 Starts.
Wettkampfregeln
Der Wettbewerb entzog sich der im Orientalischen Tanz international zu beobachtenden Tendenz (siehe etwa hier) einer zunehmend freizügigeren Bekleidung bei Tänzerinnen. Entsprechend galten für Teilnehmer besondere Bekleidungsvorschriften, darunter ein Verbot hautfarbener Wäsche, sowie das Tragen von BHs ohne bzw. mit durchsichtigem Verbindungsstück und geschlitzten Röcken mit einer weniger als zehn Zentimetern Länge zwischen Schlitz und Hüftknochen. Die Nichtbeachtung der Bekleidungsregeln zog die sofortige Disqualifikation nach sich.

## Gewinner im Solo (nur Erwachsene)
Alle Ergebnisse, siehe Fußnote.
| Disziplin                                            | Gold              | Silber            | Bronze              |
| ---------------------------------------------------- | ----------------- | ----------------- | ------------------- |
| Orientalischer Tanz (Tabla) – Erwachsene 1           | Irina Gordeeva    | Lorraine W.       | Patricia Stephan    |
| Orientalischer Tanz (Tabla) – Erwachsene 2           | Romy Mimus        | Caroline Boustany | Svetlana Kavigin    |
| Orientalischer Tanz (Tabla) – Erwachsene 3           | - keine Starts    | - keine Starts    | - keine Starts      |
| Orientalisch – Contemporary – Solo – Erwachsene 1    | Laure-Anne Poutot | Sandra Kuhfus     | Patricia Stephan    |
| Orientalisch – Contemporary – Solo – Erwachsene 2    | Romy Mimus        | Caroline Boustany | F. Shirin W.        |
| Orientalisch – Contemporary – Solo – Erwachsene 3    | - keine Starts    | - keine Starts    | - keine Starts      |
| Orientalisch – Folklore – Solo – Erwachsene 1        | Irina Gordeeva    | Laure-Anne Poutot | Sandra Kuhfus       |
| Orientalisch – Folklore – Solo – Erwachsene 2        | Thoola            | M. Niwareka R.    | Anja Samim          |
| Orientalisch – Folklore – Solo – Erwachsene 3        | Christina Chlepas | Tizia Tuscher     | Barbara Janauschek  |
| Orientalisch – Klassisch – Solo – Erwachsene 1       | Irina Gordeeva    | Lorraine W.       | Patricia Stephan    |
| Orientalisch – Klassisch – Solo – Erwachsene 2       | Romy Mimus        | Caroline Boustany | Maria Shavgurjan    |
| Orientalisch – Klassisch – Solo – Erwachsene 3       | Tizia Tuscher     | Christina Chlepas | Anja Möller         |
| Orientalisch – Show / Fantasie – Solo – Erwachsene 1 | Patricia Stephan  | Sandra Kuhfus     | Katharina Merzlikin |
| Orientalisch – Show / Fantasie – Solo – Erwachsene 2 | Ella Warkentin    | F. Shirin W.      | Anja Stenzel        |
| Orientalisch – Show / Fantasie – Solo – Erwachsene 3 | Petra Knab        | Susanne Metzig    | Barbara Janauschek  |